# 青池县
青池县（越南语：／）是越南首都河内市下辖的一个县，位于河内市市区南部，是河内最早的4个县之一（嘉林县、东英县、慈廉县和青池县）。面积63.17平方千米，2019年总人口274347人。

## 地理
青池县西北接青春郡，北接黄梅郡，西接河东郡，东接嘉林县和兴安省文江县，南接青威县和常信县。

## 历史
黎朝時名清潭縣，屬山南承宣常信府，後避黎世宗黎維潭諱，更名清池縣。再避清都王鄭梉封號，更名青池縣。阮朝时，青池县隶属河内省常信府。
1961年4月20日，青池县清烈社、黄烈社、三协社、四协社、五协社、安美社、沿河社、大兴社、同美社、万福社、刘派村、潮曲村、安舍村、文典市镇1市镇10社3村划归河内市管辖。
1961年5月31日，河内市郊区重新划分为4县，青池县下辖文典市镇、安所社、陈富社、岭南社、青池社、永绥社（兑村除外）、黄文树社（包括原黄文树社和枚洞村，枚洞庯除外）、团结社（甲八庯除外）、定功社、大金社、清烈社、黄烈社、安美社、沿河社、三协社、大兴社、东美社、万福社、新潮社（包括安舍村和潮曲村）、四协社、五协社（包括原五协社和刘派村）、姜亭社（包括姜下村、下亭村和上亭村亭店、厨店）1市镇21社。
1965年11月，团结社更名为盛烈社。
1968年，大兴社更名为永琼社。
1973年8月9日，盛烈社甲八村、甲六村、黄文树社湘梅村和枚洞村部分区域划归二征夫人区庯管辖，安朗社划归栋多区庯管辖。

## 行政區劃
青池县下辖1市鎮15社，县莅文典市镇。
- 文典市镇（Thị trấn Văn Điển）
- 沿河社（Xã Duyên Hà）
- 大盎社（Xã Đại Áng）
- 东美社（Xã Đông Mỹ）
- 有和社（Xã Hữu Hòa）
- 连宁社（Xã Liên Ninh）
- 玉洄社（Xã Ngọc Hồi）
- 五协社（Xã Ngũ Hiệp）
- 左青威社（Xã Tả Thanh Oai）
- 三协社（Xã Tam Hiệp）
- 新潮社（Xã Tân Triều）
- 清烈社（Xã Thanh Liệt）
- 四协社（Xã Tứ Hiệp）
- 万福社（Xã Vạn Phúc）
- 永瓊社（Xã Vĩnh Quỳnh）
- 安美社（Xã Yên Mỹ）

## 交通

### 公路
1A国道经过青池县。本县原与红河对岸的龙编郡没有桥，青池大桥于2002年开工，2008年启用。

### 鐵路
- 越南鐵路
  - 南北線、北文線：文典站

## 名人
越南著名诗人阮文超，前越共中央总书记杜梅皆出生于青池县。